# Maurice Harvey
Maurice Harvey est un sculpteur canadien résidant à Saint-Jean-Port-Joli qui se consacre à son art depuis 1965. Le thème principal de ses œuvres est la femme, déclinée en réalisations sur pierre, bois, granit ou marbre.

## Biographie
Maurice Harvey quitte son Saguenay natal et s’installe à St-Jean-Port-Joli en 1962 dans le but d’apprendre le métier de sculpteur, il s’inscrit alors à l’école de sculpture. En 1971, il ouvre sa galerie et son atelier à même sa maison. 
Dans les années qui suivent, il peaufine son art. Le bois est son médium de prédilection. On le voit également dans plusieurs activités de sculpture sur glace où il remporte de nombreux prix à travers le pays ainsi qu’à l’étranger.
De 1975 à 1983, il est professeur responsable pour le cours d’initiation à la sculpture sur bois, du cours de sculpture et du cours de perfectionnement en sculpture sur bois de la commission scolaire de la Côte-du-Sud et au Cégep de La Pocatière.
En 1989, il découvre la pierre, qui deviendra sa spécialité. Marbre, calcaire, granite, des pierres desquelles sont sorties des œuvres magnifiques. Le bronze fait aussi partie de ses spécialités.
Durant toutes ces années, il aide, conseille et enseigne aux plus jeunes la passion de la sculpture. C’est vers lui que les jeunes viennent chercher des conseils sur la meilleure façon de sculpter la glace.
En septembre 2008, il remporte le grand prix du public ainsi que le prix des enfants, lors du 3e symposium international de sculpture de granit de Stanstead. Son œuvre a pris le chemin du Cosmodôme de Laval où elle est exposée à la vue des visiteurs.
Ses œuvres se retrouvent partout au Québec, de la galerie du Royaume à Chicoutimi au Parc des sept-chutes en Beauce, de Montréal à Pointe-au-Père, de la Colombie-Britannique jusqu'en Nouvelle-Écosse. Certaines se trouvent également En Europe, par exemple à Bréville, ainsi qu'en Chine et au Japon.

## Œuvres
- Hôtels L'Oiselìère ;
- Monument Aux marins disparus de Pointe-au-Père ;
- Sainte-Luce-sur-Mer ;
- Plusieurs œuvres dans le village de St-Jean Port-Joli ;
- Place du Royaume à Chicoutimi